# Friedeburg
Friedeburg è un comune di 10 269 abitanti della Bassa Sassonia, in Germania.
Appartiene al circondario (Landkreis) di Wittmund (targa WTM).